# John E. Stith

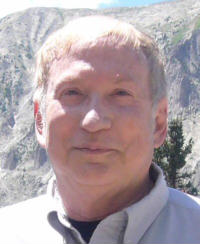
John E. Stith (2011)

John E. Stith (geboren am 30. Juli 1947 in Boulder, Colorado) ist ein amerikanischer Schriftsteller, bekannt als Autor von Science-Fiction und Krimis.

## Leben
Stith wuchs großenteils in Alamogordo, New Mexico, auf. Sein Vater arbeitete als Wissenschaftler auf dem Testgelände von White Sands, seine Mutter war Klavierlehrerin. Entsprechend den Arbeitsstellen des Vaters zog die Familie häufig um, als Stith in die dritte Klasse kam, zogen sie nach Sunspot, New Mexico, wo in der Nähe sich der Standort des National Solar Observatory auf dem Sacramento Peak befindet, dann wieder nach Alamogordo, und als Stith in die achte Klasse kam und sein Vater im Kitt Peak Observatory arbeitete, nach Tucson, Arizona. Als er 1965 die High School abschloss, wohnte man wieder in Alamogordo.
Stith studierte Physik, schloss an der University of Minnesota mit dem Bachelor ab und leistete anschließend seinen Militärdienst bei der Air Force, wo er am Cheyenne Mountain Complex des NORAD und auf der Clear Air Force Station, einer Frühwarnstation in Alaska, stationiert war. 1972 arbeitete er als Mission Operations Controller für das Weltraumteleskop Copernicus am Goddard Space Flight Center der NASA in Maryland, ab 1973 als Softwareingenieur und -manager bei verschiedenen Firmen, darunter System Development Corporation, Wyle Laboratories, Aeronutronic Ford und Kaman Sciences.
Während dieser Zeit unternahm Stith gelegentliche Schreibversuche, aber erst 1977 begann er regelmäßig zu schreiben. 1979 erschien die Kurzgeschichte Early Winter in dem Magazin Fantastic und 1984 sein erster Roman Scapescope. Stith galt von Anfang an als Vertreter „harter“, technisch-wissenschaftlich orientierter Science-Fiction.
1991 wurde bei den HOMer Awards sein Roman Redshift Rendezvous als bester Roman und die Erzählung Naught for Hire als Best Novella ausgezeichnet. Redshift Rendezvous war außerdem als bester Roman für Nebula Award und Locus Award nominiert.
Stith lebt in Colorado Springs.

## Werke (Auswahl)
Scapescope (1984)
In der Zukunft ist der NORAD Cheyenne Mountain Untergrundkomplex verkauft worden und dient nun einer Dissidentengruppe als Unterschlupf. Der Protagonist Mike Cavantalo ist ein loyaler Angestellter, dem mittels des titelgebenden Scapescope ein Blick auf die wahrscheinlichste Zukunft enthüllt, dass er als Politkrimineller gesucht werden wird. Wenn er die Zukunft nicht ändern kann.
Memory Blank (1986)
Cal Donley findet sich auf Daedalus, einer an dem L-5-Lagrange-Punkt positionierten Raumkolonie ähnlich den Konzepten Gerard K. O’Neills, ohne sich zu erinnern, wie er dahin gekommen ist. Auch an seinen Namen erinnert er sich nicht mehr. Eine seltsame Fremde ist angeblich seine Frau und sein Armbandcomputer gibt schlaue Sprüche von sich, hilft ihm aber doch bei der Suche nach den Ursachen seiner Amnesie.

## Bibliografie
Romane
- Scapescope (1984)
- Memory Blank (1986)
- Death Tolls (1987)
- Deep Quarry (1989)
- Redshift Rendezvous (1990)
  - Deutsch: Zeitschichten (1999). Heyne SF&F 5968, ISBN 978-3-453-13991-6
- Manhattan Transfer (1993)
  - Der Tag, an dem Manhattan geraubt wurde (1995). Bastei Lübbe ISBN 978-3404231645
- Reunion on Neverend (1994)
  - Deutsch: Rückkehr nach Neverend (1998). Bastei Lübbe ISBN 978-3404231980
- Reckoning Infinity (1997)
  - Deutsch: Die Grenzen der Unendlichkeit (1999). Bastei Lübbe ISBN 978-3404232161
- All for Naught (2005)

Kurzgeschichten
- Early Winter (1979)
- Planet 7 (1980)
- Vacuum Dispatch (1982)
- Double Vision (1982)
- Simon Sidekick (1984)
- Last Words (1986)
- Doing Time (1987)
- Redshift Runaway (1988)
- Little Black Book (1988)
- Naught for Hire (1990)
- Naught Again (1992)
- One Giant Step (1993)
- Going Up (excerpt) (1993)
- When I Was Your Age (2000)